# Aspicilia indissimilis
Aspicilia indissimilis är en lavart som först beskrevs av H.Magn., och fick sitt nu gällande namn av Veli Johannes Paavo Bartholomeus Räsänen. Aspicilia indissimilis ingår i släktet Aspicilia, och familjen Megasporaceae. Enligt den finländska rödlistan är arten otillräckligt studerad i Finland. Arten är reproducerande i Sverige. Artens livsmiljö är klippstränder vid sjöar och vattendrag.